# 南心 (北达科他州)
南心（英語：South Heart）是美国北达科他州下属的一座城市。根据2010年美国人口普查，该市有人口301人。2011年估计该市有人口314人，相对于2010年，增长率为4.32%。